# World Idol
World Idol (tiếng Đức: SuperStar Weltweit, Trung Đông: SuperStar El Alaam) là một phiên bản quốc tế thực hiện một lần duy nhất của chương trình truyền hình Pop Idol, với thí sinh là những người thắng cuộc từ các chương trình Idol của nhiều quốc gia khác nhau trên khắp thế giới.
Show diễn được tổ chức vào Giáng sinh năm 2003, với kết quả được công bố vào Tết Dương lịch năm 2004. Chương trình được thực hiện ở Vương quốc Anh, sử dụng lại toàn bộ các thiết bị vừa được sử dụng từ chương trình Pop Idol lần thứ 2 mới vừa kết thúc. Sau khi các thí sinh lần lượt biểu diễn, các thính giả từ 11 quốc gia tham gia được phép bầu chọn bằng điện thoại, nhưng không được bầu cho thí sinh của chính quốc gia họ. Tất cả các thí sinh đều hát bằng tiếng Anh ngoại trừ Karazon Diana hát bằng tiếng Ả Rập.
Vị giám khảo Simon Cowell đã phát biểu rằng ông không ưa chương trình này vì nó làm cho những người đã thắng cuộc từ mười chương trình Idol trở thành kẻ thua cuộc. Cowell cũng nghĩ rằng rất nhiều giám khảo đang cố gắng để bắt chước phong cách của mình. Các nhà phê bình truyền hình cũng chỉ trích gay gắt chương trình này, đặc biệt là khi ngành viễn thông của Anh đã kiếm lợi qua cuộc bầu chọn này, trong khi các tư tưởng truyền thống thường cho rằng các chương trình đặc biệt nhân ngày Giáng sinh nên dùng số tiền kiếm được dành cho việc từ thiện.

## Kết quả
Các điểm đã được chấm theo kiểu tương tự như các cuộc thi Eurovision Song, tức là mỗi quốc gia chấm điểm theo thang 1-10 cho quốc gia khác. Kết quả là:
| Điểm            | Đức | Úc | Ả Rập | Canada | Hà Lan | Nam Phi | Ba Lan | USA | Bỉ | Anh | Na Uy | Tổng cộng | Vị trí |
| --------------- | --- | -- | ----- | ------ | ------ | ------- | ------ | --- | -- | --- | ----- | --------- | ------ |
| Alexander Klaws | 12  | 1  | 10    | 1      | 4      | 2       | 4      | 1   | 7  | 2   | 1     | 45        | 9      |
| Guy Sebastian   | 2   | 12 | 2     | 6      | 6      | 5       | 5      | 6   | 3  | 6   | 3     | 56        | 7      |
| Diana Karazon   | 6   | 4  | 12    | 5      | 1      | 1       | 1      | 8   | 1  | 4   | 2     | 45        | 9      |
| Ryan Malcolm    | 3   | 5  | 9     | 12     | 5      | 7       | 2      | 4   | 2  | 5   | 8     | 62        | 6      |
| Jamai Loman     | 1   | 2  | 1     | 2      | 12     | 4       | 3      | 2   | 4  | 1   | 4     | 36        | 11     |
| Heinz Winkler   | 7   | 8  | 8     | 7      | 2      | 12      | 6      | 9   | 8  | 7   | 6     | 80        | 4      |
| Alicja Janosz   | 8   | 3  | 7     | 3      | 3      | 3       | 12     | 3   | 5  | 3   | 5     | 55        | 8      |
| Kelly Clarkson  | 9   | 9  | 5     | 9      | 9      | 8       | 8      | 12  | 9  | 9   | 10    | 97        | 2      |
| Peter Evrard    | 4   | 7  | 6     | 8      | 7      | 6       | 9      | 7   | 12 | 8   | 9     | 83        | 3      |
| Will Young      | 5   | 6  | 3     | 4      | 8      | 9       | 7      | 5   | 6  | 12  | 7     | 72        | 5      |
| Kurt Nilsen     | 10  | 10 | 4     | 10     | 10     | 10      | 10     | 10  | 10 | 10  | 12    | 106       | 1      |

| Thứ hạng | Thí sinh             | Quốc gia       | Điểm số | Bài hát                                   | Ca sĩ gốc                          |
| -------- | -------------------- | -------------- | ------- | ----------------------------------------- | ---------------------------------- |
| 1        | Kurt Nilsen          | Na Uy          | 106     | "Beautiful Day"                           | U2                                 |
| 2        | Kelly Clarkson       | Hoa Kỳ         | 97      | "(You Make Me Feel Like) A Natural Woman" | Aretha Franklin                    |
| 3        | Peter Evrard         | Bỉ             | 83      | "Lithium"                                 | Nirvana                            |
| 4        | Heinz Winckler       | South Africa   | 80      | "I Don't Want to Miss a Thing"            | Aerosmith                          |
| 5        | Will Young           | United Kingdom | 72      | "Light My Fire"                           | The Doors                          |
| 6        | Ryan Malcolm         | Canada         | 62      | "He Ain't Heavy, He's My Brother"         | The Hollies                        |
| 7        | Guy Sebastian        | Australia      | 56      | "What a Wonderful World"                  | Louis Armstrong                    |
| 8        | Alicja "Alex" Janosz | Poland         | 55      | "I Don't Know How to Love Him"            | trích từ vở Jesus Christ Superstar |
| =9       | Alexander Klaws      | Đức            | 45      | "Maniac"                                  | Michael Sembello                   |
| =9       | Diana Karazon        | Ả Rập          | 45      | "Ensani Ma Binsak"                        | Bản gốc                            |
| 11       | Jamai Loman          | Hà Lan         | 36      | "Sorry Seems to Be the Hardest Word"      | Elton John                         |

## Giám khảo
- Randall Abrahams (Nam Phi)
- Simon Cowell (đại diện cho Hoa Kỳ, những đồng thời cũng là giám khảo trong chương trình Pop Idol của Anh)
- Nina De Man (Bỉ)
- Ian Dickson (Úc)
- Shona Fraser (Đức)
- Jan Fredrik Karlsen (Na Uy)
- Elias Rahbani (Liban)
- Henkjan Smits (Hà Lan)
- Pete Waterman (Vương quốc Anh)
- Zack Werner (Canada)
- Kuba Wojewódzki (Ba Lan)